# Église Notre-Dame de La Haye
Pour les articles homonymes, voir Église Notre-Dame.
L'église Notre-Dame de La Haye est une ancienne église paroissiale désaffectée dans la ville de Descartes, dans le département français d'Indre-et-Loire.
Cette église, ancienne chapelle castrale fondée à l'époque romane mais agrandie en style gothique, devient alors une église paroissiale. Elle garde ce statut jusqu'à la Révolution française où elle est vendue comme bien national.
Convertie en grange, son état se dégrade peu à peu. Des restaurations interviennent à partir des années 1980 alors qu'elle est classée comme monument historique en 1981 puis en 1994.

## Localisation
L'église se situe en bordure de la rive droite Creuse, à l'est du pont Henri-IV dans l'enceinte de ce qui était au Moyen Âge le château de La Haye ; elle est entourée de douves et occupe alors la partie occidentale du site castral.

## Historique
L'église est le seul vestige du château fort de La Haye réputé construit à l'initiative de Foulques Nerra au XIe siècle, ultérieurement détruit et occupant l'emplacement du jardin René-Boylesve. Il s'agit de la chapelle castrale, fondée en 1104 mais érigée en église de la paroisse de Notre-Dame de La Haye en 1220.
Il est possible qu'à l'époque romane seuls aient été construits l'abside, le chœur et le transept, complétés plus tard par la nef, désaxée sans doute pour s'adapter à la topographie. C'est au cours du XIIIe siècle, sans doute au terme de deux campagnes de travaux, que l'église est agrandie vers le nord par adjonction d'un bas-côté pour s'adapter à sa nouvelle fonction. Son clocher est peut-être détruit en 1566, lors des guerres de religion.
En 1789, elle est fermée au culte puis définitivement désaffectée lorsque les deux paroisses de la nouvelle commune sont réunies avec Saint-Georges pour unique église paroissiale.
Au milieu du XXe siècle, en mauvais état, elle sert de grange à fourrage. Des travaux de restauration interviennent à partir des années 1980, avec la reprise de la charpente et de la toiture et la reconstruction d'un clocher en bois. Deux parties de l'ancienne église sont classées comme monument historique respectivement en 1981 et 1994.

## Description

### Architecture

Plan au sol.

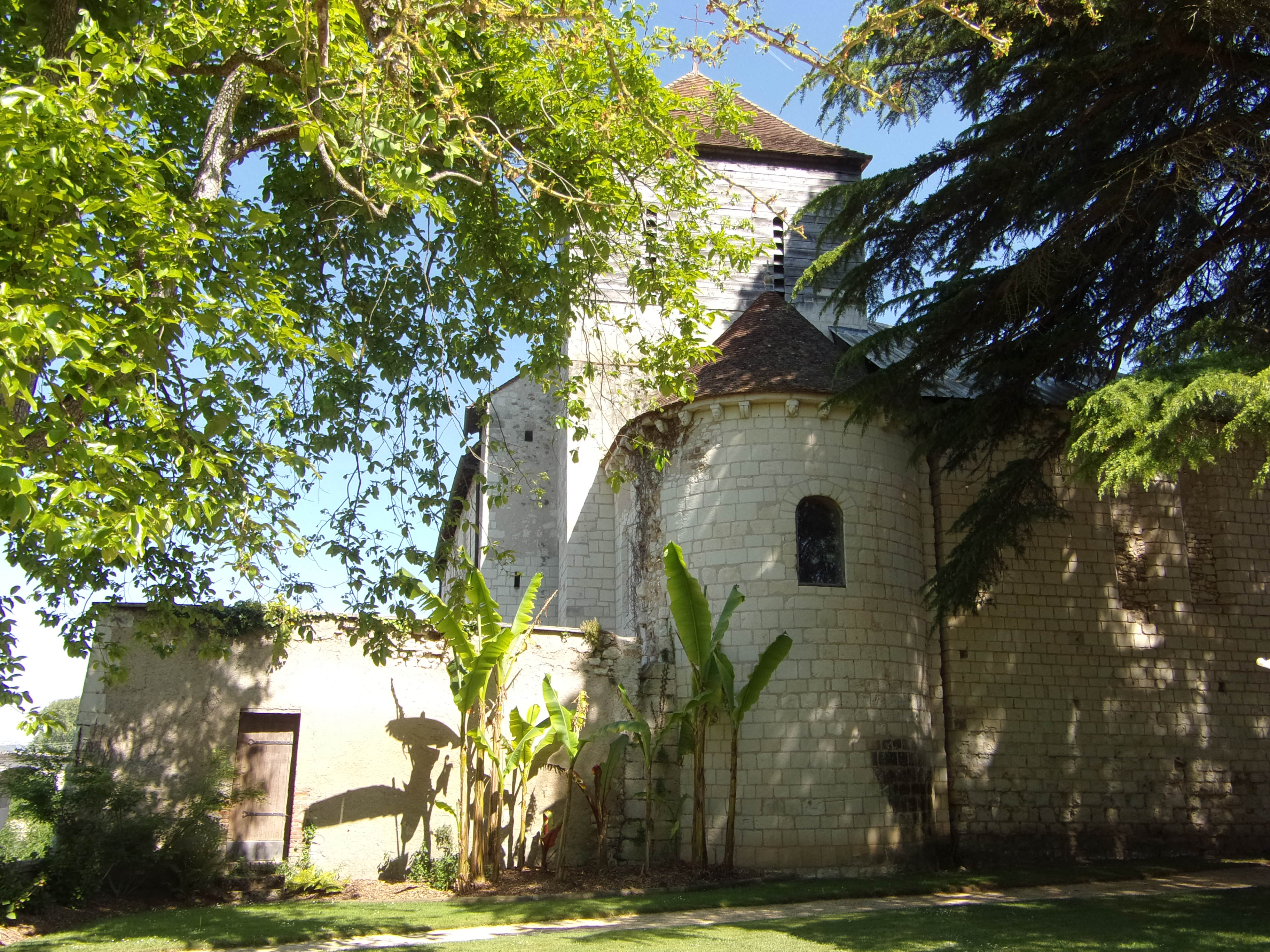
Vue de l'abside.

Le plan au sol de l'église se compose d'une nef (17,50 × 9,40 m) ouverte à l'ouest et donnant accès, à l'est, à une croisée de transept plus étroite qu'elle et dont l'axe médian s'oriente davantage vers le sud. Cette croisée se prolonge par un chœur d'une seule travée et de plan trapézoïdal terminé par une abside semi-circulaire. Il reste, au-dessus de cette croisée, quelques vestiges du clocher primitif. Le transept ne se développe qu'au nord de la croisée ; il est prolongé vers l'est par une chapelle. Au sud, une tourelle renfermant un escalier à vis de Saint-Gilles permet l'accès aux combles. Un collatéral élargit la nef au nord ; son mur gouttereau nord est prolongé par ceux du transept et de la chapelle. 
L'abside est voûtée en cul-de-four, la travée de chœur en plein cintre roman et le collatéral est couvert de voûtes de style gothique de l'Ouest. La nef, pour sa part, est couverte d'une voûte en lambris.

### Décor
Les murs intérieurs de l'église étaient probablement recouverts de fresques mais il n'en subsiste que quelques fragments représentant des scènes champêtres (moissonneur et sa faucille, paysan et son fléau). Une niche ménagée dans le mur méridional du chœur était destinée à accueillir les instruments du culte.

## Pour en savoir plus